# Skylan Brooks
Skylan Brooks (Torrance, California, 12 de febrero de 1999) es un actor estadounidense, mejor conocido por interpretar a Mister en The Inevitable Defeat of Mister & Pete y a Chubs en The Darkest Minds.

## Biografía
Brooks nació en Torrance, California.

## Carrera
En 2013, Brooks interpretó el papel principal de Mister en la película dramática The Inevitable Defeat of Mister & Pete junto con Ethan Dizon, Anthony Mackie y Jennifer Hudson, y la película fue dirigida por George Tillman Jr. La película fue estrenada el 11 de octubre de 2013 por Lionsgate Entertainment. Brooks fue muy elogiado por los medios de comunicación y los críticos de cine.
Brooks interpretó el papel de Ra-Ra en la serie musical de Netflix The Get Down. En 2018, también interpretó a Charles "Chubs" Meriwether en The Darkest Minds.

## Filmografía

### Películas
| Año  | Título                                 | Papel                      | Notas        |
| ---- | -------------------------------------- | -------------------------- | ------------ |
| 2008 | The Van Pelt Family                    | Chico                      | Cortometraje |
| 2008 | Seven Pounds                           | Chico                      |              |
| 2008 | Who's Boo?                             | Evan                       | Cortometraje |
| 2010 | Our Family Wedding                     | Buddy Boyd                 |              |
| 2010 | Ships Wrecked Cove                     | Carlton                    | Cortometraje |
| 2010 | Stanley                                | Casey                      | Cortometraje |
| 2011 | Duck                                   | Emmanuel                   | Cortometraje |
| 2012 | A Beautiful Soul                       | Joven Andre Stevens        |              |
| 2012 | Noobz                                  | Chomomma                   |              |
| 2012 | General Education                      | Charles                    |              |
| 2013 | The Inevitable Defeat of Mister & Pete | Mister                     |              |
| 2014 | Oliver, Stoned.                        | Thomas                     |              |
| 2015 | Southpaw                               | Hoppy                      |              |
| 2015 | Reveille                               | Chico                      | Cortometraje |
| 2015 | Montford Point Marines Honor           | Jamal                      | Cortometraje |
| 2018 | The Darkest Minds                      | Charles "Chubs" Meriwether |              |
| 2018 | Bloom                                  |                            | Cortometraje |
| 2019 | Boy Genius                             | Luke                       |              |
| 2020 | Archenemy                              | Hamster                    |              |
| 2022 | Outsiders                              | Jaylen Brown               |              |

### Televisión
| Año       | Título              | Papel             | Notas            |
| --------- | ------------------- | ----------------- | ---------------- |
| 2009      | iCarly              | Danny Peterson    | 1 episodio       |
| 2011      | Childrens Hospital  | Chico             | 1 episodio       |
| 2013      | Revealed            | Él mismo          | 1 episodio       |
| 2013      | Chelsea Lately      | Él mismo          | 1 episodio       |
| 2013      | Made in Hollywood   | Él mismo          | 1 episodio       |
| 2013      | Jimmy Kimmel Live!  | Él mismo          | 1 episodio       |
| 2013      | FTS Kids Radio Show | Invitado especial | 1 episodio       |
| 2016      | The Get Down        | Ra-Ra Kipling     | Papel principal  |
| 2018-2020 | Empire              | Quincy            | Papel recurrente |

## Premios y nominaciones
| Año  | Premios              | Categoría                                      | Trabajo nominado                       | Resultado | Referencia(s) |
| ---- | -------------------- | ---------------------------------------------- | -------------------------------------- | --------- | ------------- |
| 2014 | Premios Young Artist | Mejor actor protagonista joven en una película | The Inevitable Defeat of Mister & Pete | Nominado  | [ 5 ]         |